# Athena Farrokhzad
Pour les articles homonymes, voir Farrokhzad.
Œuvres principales
Vitsvit
Athena Farrokhzad, née le 23 août 1983 à Téhéran, est une poétesse, dramaturge, traductrice et critique littéraire irano-suédoise.

## Biographie
Athena Farrokhzad, née à Téhéran, en Iran, a grandi en Suède, à Göteborg, dans les quartiers de Hammarkullen et Askim. Elle vit à présent à Bagarmossen, dans la banlieue de Stockholm, et travaille en tant que professeur de lettres au lycée public de Nordens, sur l'île de Biskops-Arnö qui se situe sur le lac Mälaren.

## Publications
En 2013, Athena Farrokhzad publie un recueil de poèmes intitulé Vitsvit aux éditions Albert Bonniers. La même année, elle publie une traduction suédoise de l'œuvre de la poétesse Svetlana Cârstean et fait ses débuts en tant que dramaturge avec la pièce Päron qui est créée au théâtre d'Östergötland par la troupe junior du Östgötateatern sous la direction de Kajsa Isakson. Jennifer Hayashida publie une traduction anglaise de Vitsvit en 2015 aux éditions Argos Books sous le titre White Blight, traduction qui a obtenu une nomination aux National Translation Awards in Poetry de 2016, qui a été reconnue comme l'un des meilleurs recueils de poésie de l'année 2016 par le Boston Globe et qui a obtenu des critiques dans des revues Slate, The Rumpus, Kenyon Review, et le Southeast Review.
Vitsvit a été adaptée au théâtre par la compagnie théâtrale Unga Klara dirigée par Farnaz Arbabi et par le Théâtre de la Radio Suédoise sous la direction de Saga Gärde.
Athena Farrokhzad a publié deux anthologies de poésies, le premier, Manualen aux côtés de Tova Gerrge, le second, Ett tunt underlag avec le groupe poétique G=T=B=R=G, fondé en 2009. Elle a également publié, avec Linn Hansén, une l'anthologie de poésie homosexuelle et a organisé des événements tels que Queerlitt, Demafor et la journée mondiale de la poésie. Elle intervient également comme critique littéraire pour le journal Aftonbladet.

## Distinctions
Vitsvit a été nommé dans la catégorie Littérature au prix August 2013, au prix Borås Tidnings  qui récompense les jeunes écrivains ainsi qu'au prix Catapult de l'Union des écrivains suédois. Athena Farrokhzad est la co-lauréate du prix littéraire  Karin Boye de 2013 et remporte en 2014 le Stora Läsarpriset.